# Oberhöflein (Gemeinde Weitersfeld)
Oberhöflein ist eine Ortschaft und eine Katastralgemeinde der Gemeinde Weitersfeld im Bezirk Horn in Niederösterreich. Die Ortschaft hat 134 Einwohner (Stand 1. Jänner 2024). Bis Ende 1969 war Oberhöflein eine eigenständige Gemeinde.

## Geografie
Der Ort an der Fugnitz liegt zwischen Weitersfeld und Langau und ist die zweitgrößte Katastralgemeinde der Gemeinde.

## Geschichte
Das Schloss wurde im 13. Jahrhundert erstmals genannt, wesentliche Umbauten erfolgten im 16. Jahrhundert. Das Schloss ist im Besitz der Familie Suttner.
Im Jahr 1822 wurde der Ort als Dorf mit 50 Häusern genannt, das über eine Pfarre und eine Schule verfügte. Die Herrschaft Oberhöflein besaß die Ortsobrigkeit, besorgte die Konskription und hatte die Grundherrschaft inne. Die Landgerichtsbarkeit wurde von der Herrschaft Prutzendorf zu Fronsburg ausgeübt.
Laut Adressbuch von Österreich waren im Jahr 1938 in der Ortsgemeinde Oberhöflein ein Bäcker, ein Fleischer, zwei Gastwirte, zwei Gemischtwarenhändler, zwei Mühlen samt Sägewerk, zwei Schmiede, ein Schuster, ein Tischler, zwei Viehhändler und mehrere Landwirte ansässig. Beim Ort gab es zudem eine Ziegelei.
Mit 1. Jänner 1970 wurden im Zuge der Niederösterreichischen Kommunalstrukturverbesserung die bis dahin selbständigen Gemeinden Oberhöflein, Obermixnitz und Untermixnitz nach Weitersfeld  eingemeindet.

## Verkehr
Seit 1985 bestehen zwischen Hessendorf und dem Bahnhof von Oberhöflein mehrere Fischteiche.

## Sehenswürdigkeiten
- Kath. Pfarrkirche hl. Dreifaltigkeit, barocke Saalkirche
- Schloss Oberhöflein, ehemaliges Wasserschloss, vierflügelige Anlage mit zwei Türmen
- Meierhof Oberhöflein

## Persönlichkeiten
- Silverius Müller (1745–1812), Priester und Komponist, wurde hier geboren
- Adrian Zach (1845–1916), Abt des Stifts Geras und Abgeordneter des Abgeordnetenhauses, Ehrenbürger
- Benedikt Felsinger (* 1965), Geistlicher und „Kräuterpfarrer“, wirkte hier als Priester